# Dr. Alban
Dr. Alban (født Alban Uzoma Nwapa, 26. august 1957 i Enugu i Nigeria) er en nigeriansk/svensk musiker og musikproducent.
Han voksede op i Nigeria, men han flyttede til Sverige i 1979, og begyndte at studere til tandlæge (Blev færdiguddannet i 1988). Samtidig med at han studerede var han discjockey. Efter to år som tandlæge i Uppsala bestemte han sig for at satse på musikkarrieren, og han udgav i 1990 debutsinglen "Hello Africa".
Er bl.a. kendt for hittet "It's My Life" fra 1992.
I 2014 gjorde han comeback i det svenske melodi grandprix "Melodifestivalen" med sangen "Around The World" hvor han sang duet med Jessica Folcker. Men det blev kun til en 5. plads i delfinale 3 og dermed ingen finaleplads.

## Diskografi

### Studiealbums
| Hello Afrika                                                                        | - Udgivet: 18. februar, 1991 - Pladeselskab: Ariola Records - Formater: LP, CD, Kassettebånd             | 6  | 2  | 3  | 11 | —  | —  | 8  | - AUT: Guld - GER: Guld - SWI: Guld     |
| One Love                                                                            | - Udgivet: 4. maj, 1992 - Pladeselskab: Ariola Records - Formater: LP, CD, Kassettebånd                  | 15 | 1  | 1  | 6  | —  | 15 | 3  | - AUT: Platin - GER: Guld - SWI: Platin |
| Look Who's Talking!                                                                 | - Udgivet: 25. marts, 1994 - Pladeselskab: Ariola Records - Formater: LP, CD, Kassettebånd               | 11 | 7  | 1  | 7  | 28 | 13 | 8  | - SWE: Guld                             |
| Born in Africa                                                                      | - Udgivet: 9. april, 1996 - Pladeselskab: Ariola Records - Formater: LP, CD, Kassettebånd                | 37 | 41 | 12 | 52 | —  | —  | 37 |                                         |
| I Believe                                                                           | - Udgivet: 1. oktober, 1997 - Pladeselskab: Metrovynil (EAMS Lesser) - Formater: LP, CD, Kassettebånd    | 27 | 41 | 30 | —  | —  | —  | —  |                                         |
| Prescription                                                                        | - Udgivet: 26. november, 2001 - Pladeselskab: Rough Trade/Dr. Records - Formater: CD, Kassettebånd       | —  | —  | —  | —  | —  | —  | —  |                                         |
| Back to Basics                                                                      | - Udgivet: November 13, 2008 - Pladeselskab: Haring Records/Dr. Records - Formater: Digital download, CD | —  | —  | —  | —  | —  | —  | —  |                                         |
| "—" indikerer at udgivelsen ikke kom ind på hitlisten eller blev udgivet i området. | |    |    |    |    |    |    |    |                                         |

### Opsamlingsalbum
| The Very Best Of 1990-1997                                                          | - Udgivet: 30. juni, 1997 - Pladeselskab: Ariola Records - Formater: LP, CD, Kassettebånd | 38 | 38 | 66 |
| "—" indikerer at udgivelsen ikke kom ind på hitlisten eller blev udgivet i området. |                                                                                           |    |    |    |

### Singler (som lead artist)
| Titel                                                                               | År   | Højeste hitlisteplacering | Højeste hitlisteplacering | Højeste hitlisteplacering | Højeste hitlisteplacering | Højeste hitlisteplacering | Højeste hitlisteplacering | Højeste hitlisteplacering | Højeste hitlisteplacering | Højeste hitlisteplacering | Højeste hitlisteplacering | Certificeringer                          | Album                 |
| Titel                                                                               | År   | SWE                       | AUT                       | FIN                       | GER                       | NDL                       | NOR                       | SPA                       | SWI                       | UK                        | US                        | Certificeringer                          | Album                 |
| ----------------------------------------------------------------------------------- | ---- | ------------------------- | ------------------------- | ------------------------- | ------------------------- | ------------------------- | ------------------------- | ------------------------- | ------------------------- | ------------------------- | ------------------------- | ---------------------------------------- | --------------------- |
| "Hello Afrika" (feat. Leila K.)                                                     | 1990 | 7                         | 1                         | —                         | 2                         | 25                        | —                         | 7                         | —                         | —                         | —                         | - SWE: Guld                              | Hello Afrika          |
| "No Coke"                                                                           | 1990 | 1                         | 2                         | 12                        | 3                         | 7                         | 6                         | 6                         | 3                         | —                         | —                         | - SWE: Platin                            | Hello Afrika          |
| "U & Mi"                                                                            | 1991 | 20                        | 11                        | 6                         | 14                        | —                         | —                         | 15                        | 9                         | —                         | —                         |                                          | Hello Afrika          |
| "(Sing Shi-Wo-Wo) Stop The Pollution"                                               | 1991 | 36                        | 16                        | 3                         | —                         | —                         | —                         | —                         | 13                        | —                         | —                         |                                          | Hello Afrika          |
| "It's My Life"                                                                      | 1992 | 1                         | 1                         | 5                         | 1                         | 1                         | 2                         | 11                        | 2                         | 2                         | 88                        | - AUT: Guld - GER: Platin - NVPI: Platin | One Love              |
| "One Love"                                                                          | 1992 | 19                        | 9                         | 7                         | 7                         | 14                        | 10                        | —                         | 11                        | 45                        | —                         |                                          | One Love              |
| "Sing Hallelujah"                                                                   | 1993 | 6                         | 7                         | 2                         | 4                         | 6                         | 8                         | —                         | 4                         | 16                        | —                         | - GER: Platin                            | One Love              |
| "Look Who's Talking"                                                                | 1994 | 2                         | 3                         | 1                         | 3                         | 4                         | 4                         | 2                         | 6                         | 55                        | —                         |                                          | Look Who's Talking!   |
| "Away From Home"                                                                    | 1994 | 24                        | 12                        | 2                         | 25                        | 45                        | —                         | 5                         | 26                        | 42                        | —                         |                                          | Look Who's Talking!   |
| "Let the Beat Go On"                                                                | 1994 | 17                        | 23                        | 3                         | 18                        | 19                        | 1                         | —                         | —                         | —                         | —                         |                                          | Look Who's Talking!   |
| "Sweet Dreams" (feat. Swing)                                                        | 1995 | 12                        | —                         | 4                         | —                         | 44                        | —                         | —                         | —                         | 59                        | —                         |                                          | Non-album Track       |
| "This Time I'm Free"                                                                | 1995 | 3                         | 23                        | 1                         | 27                        | 35                        | 11                        | —                         | 32                        | —                         | —                         |                                          | Born in Africa        |
| "Born in Africa"                                                                    | 1996 | 11                        | 31                        | 1                         | —                         | —                         | —                         | —                         | 47                        | —                         | —                         |                                          | Born in Africa        |
| "Hallelujah Day"                                                                    | 1996 | 30                        | 35                        | 12                        | —                         | —                         | —                         | —                         | —                         | —                         | —                         |                                          | Born in Africa        |
| "It's My Life '97" (feat. Sash!)                                                    | 1997 | —                         | —                         | 18                        | —                         | —                         | —                         | —                         | —                         | —                         | —                         |                                          | The Best of 1990-1997 |
| "Guess Who's Coming to Dinner"                                                      | 1997 | 6                         | —                         | —                         | —                         | —                         | —                         | —                         | —                         | —                         | —                         |                                          | I Believe             |
| "Mr. DJ"                                                                            | 1997 | —                         | 21                        | 8                         | 70                        | —                         | —                         | 3                         | —                         | —                         | —                         |                                          | I Believe             |
| "Long Time Ago"                                                                     | 1997 | 55                        | —                         | 15                        | —                         | —                         | —                         | 15                        | —                         | —                         | —                         |                                          | I Believe             |
| "Feel the Rhythm"                                                                   | 1998 | 56                        | —                         | —                         | —                         | —                         | —                         | 13                        | —                         | —                         | —                         |                                          | I Believe             |
| "What Do I Do"                                                                      | 2000 | 43                        | —                         | —                         | —                         | —                         | —                         | —                         | —                         | —                         | —                         |                                          | Prescription          |
| "Because of You"                                                                    | 2002 | —                         | —                         | —                         | —                         | —                         | —                         | —                         | —                         | —                         | —                         |                                          | Prescription          |
| "Work, Work"                                                                        | 2003 | 13                        | —                         | 19                        | —                         | —                         | —                         | —                         | —                         | —                         | —                         |                                          | Non-album Track       |
| "Habibi" (feat. Melissa)                                                            | 2008 | —                         | —                         | —                         | —                         | —                         | —                         | —                         | —                         | —                         | —                         |                                          | Back to Basics        |
| "We Love The 90's" (feat. Haddaway)                                                 | 2008 | —                         | —                         | —                         | —                         | —                         | —                         | —                         | —                         | —                         | —                         |                                          | Non-album Track       |
| "Freedom"                                                                           | 2012 | —                         | —                         | —                         | —                         | —                         | —                         | —                         | —                         | —                         | —                         |                                          | Non-album Track       |
| "Loverboy"                                                                          | 2012 | —                         | —                         | —                         | —                         | —                         | —                         | —                         | —                         | —                         | —                         |                                          | Non-album Track       |
| "It's My Life 2014"                                                                 | 2014 | —                         | 39                        | —                         | 29                        | —                         | —                         | —                         | —                         | —                         | —                         |                                          | Non-album Track       |
| "—" indikerer at udgivelsen ikke kom ind på hitlisten eller blev udgivet i området. |      |                           |                           |                           |                           |                           |                           |                           |                           |                           |                           |                                          |                       |

### Singler (som featured artist)
| "Papaya Coconut" (Kikki Danielsson feat. Dr. Alban)                                 | 1998 | 22 | —  | —  | —  | —  | —  | Non-album Track  |
| "Colour the World" (Sash! feat. Dr. Alban)                                          | 1999 | 54 | —  | 39 | 69 | 39 | 15 | Non-album Track  |
| "Sing Hallelujah (New Version)" (Yamboo feat. Dr. Alban)                            | 2005 | —  | 12 | —  | —  | —  | —  | Okama de Mapouka |
| "Chiki Chiki" (Starclub feat. Dr. Alban)                                            | 2006 | —  | —  | —  | —  | —  | —  | Non-album Track  |
| "—" indikerer at udgivelsen ikke kom ind på hitlisten eller blev udgivet i området. |      |    |    |    |    |    |    |                  |